# Syrisca russula
Syrisca russula là một loài nhện trong họ Miturgidae.
Loài này thuộc chi Syrisca. Syrisca russula được Eugène Simon miêu tả năm 1886.